# Rezerwat przyrody Kępie na Wyżynie Miechowskiej
Rezerwat przyrody Kępie na Wyżynie Miechowskiej – leśny rezerwat przyrody w gminie Kozłów, w powiecie miechowskim, w województwie małopolskim, w miejscowości Kępie. Znajduje się na gruntach Skarbu Państwa w zarządzie Nadleśnictwa Miechów (leśnictwo Tunel).
Został powołany Zarządzeniem Ministra Leśnictwa i Przemysłu Drzewnego z 1 lutego 1960 roku (M.P. z 1960 r. nr 23, poz. 112). Według aktu powołującego, rezerwat utworzono w celu zachowania ze względów naukowych i dydaktycznych fragmentu lasu dębowo-grabowego naturalnego pochodzenia, ze znacznym udziałem buka.
Powierzchnia rezerwatu, według aktu powołującego, wynosiła 40,51 ha. Według danych z nadleśnictwa, obecnie liczy ona 45,08 ha.
Obszar rezerwatu jest prawie płaski i leży na wysokości około 330–340 m n.p.m.
Rezerwat jest położony w granicach Obszaru Chronionego Krajobrazu Wyżyny Miechowskiej. W zbliżonych do rezerwatu granicach ustanowiono obszar siedliskowy sieci Natura 2000 „Kępie na Wyżynie Miechowskiej” PLH120070 o powierzchni 54,17 ha.